# بحيرة هواي تونغ تاو

بحيرة Huay Tung Tao بالتايلانديه: (ทะเลสาบห้วยตึงเฒ่า) في الواقع هي خزان من صنع الإنسان محاط بالغابات ، تجذب الكثير من السياح. وتقع في تايلاند.